# Watertoren (Breukelen)
De watertoren in Breukelen is gebouwd in 1927-1928.
De watertoren heeft een hoogte van circa 44 meter en heeft één waterreservoir van 400 m³. Hoogstwaarschijnlijk is het ontwerp afkomstig van de Bussumse architect J. Gerber.